# Princess Virtue
Pour plus de détails, voir Fiche technique et Distribution.
Princess Virtue est un film muet américain réalisé par Robert Z. Leonard, sorti en 1917.

## Synopsis
Mme Clare Demarest, une riche Bostonienne, n'a pas réagi quand son fils Robert a épousé une danseuse contre son gré. Aujourd'hui, elle apprend que Lianne Demarest, la petite-fille qu'elle n'a pas vue depuis que la veuve de son fils l'a emmenée en France à l'âge de six ans, est appelée "Princesse Vertu" par la société parisienne, et notamment par son beau-père le comte Oudoff, un artistocrate russe. Mme Demarest dépêche Basil Demarest, un parent éloigné, pour vérifier si la société parisienne à la mode a irrémédiablement changé Lianne. Basil découvre une jeune femme capricieuse et superficielle, incapable de choisir entre le Baron Strensky et Emile Carre. Strensky provoque Carre en duel et blesse son adversaire, forçant Carre à abandonner ses prétentions sur Liane. Basil supplie Lianne de l'accompagner en Amérique, mais elle refuse. L'après-midi avant son départ, Basil et Lianne dînent dans un restaurant lorsque Strensky, avec qui Lianne est maintenant fiancée, entre dans la salle avec Mlle Sari. Basile confronte Strensky à son infidélité, et le Baron le provoque en duel, mais Lianne intervient en prétendant que Strensky est celui qu'elle aime. Découragé, Basil prend le paquebot pour Boston. En plein océan, il est agréablement surpris de découvrir que Lianne, ayant changé d'avis, est du voyage, et qu'il est son "Prince Amour".

## Fiche technique
- Titre original : Princess Virtue
- Réalisation : Robert Z. Leonard
- Scénario : Fred Myton, d'après le roman de Louise Winter
- Photographie : Alfred Gosden
- Société de production : Bluebird Photoplays
- Société de distribution : Bluebird Photoplays
- Pays de production :  États-Unis
- Langue originale : anglais
- Format : Noir et blanc  — 35 mm — 1,33:1 — Film muet
- Genre : Comédie dramatique
- Durée : 60 minutes
- Dates de sortie : États-Unis : 28 octobre 1917
- Licence : Domaine public

## Distribution
- Mae Murray : Lianne Demarest
- Lule Warrenton : Clare Demarest
- Wheeler Oakman : Basil Demarest
- Clarissa Selwynne : Comtesse Oudoff
- Gretchen Lederer : Mlle Sari
- Harry von Meter : Comte Oudoff
- Paul Nicholson : Baron Strensky
- Jean Hersholt : Emile Carre